# Duivelsrug
Duivelsrug is een boek uit 2007, van de Nederlandse schrijver Peter de Zwaan. Het boek werd genomineerd voor een Gouden Strop, maar won hem uiteindelijk niet.

## Verhaal
Jeff Meeks wil rust in zijn leven en besluit afgezonderd te gaan wonen in de Verenigde Staten. Na enige tijd komt hij in contact met Kaya en Len, die verderop in een trailer wonen. Jeff en Kaya kunnen het goed met elkaar vinden, totdat Jeff Kaya (en Len) op een dag vermoord vindt, met het vel van haar rug eraf gesneden en meegenomen. Jeff besluit het vel te zoeken om zo het graf van Kaya compleet te maken en de daders te vinden.